# Louise Hessel
Louise Hessel (Oog in Al) is een Nederlands beeldend kunstenares.
Louise Hessel groeide op in de Utrechtse wijk Oog in Al. Na de lerarenopleiding volgde zij de studie Beeldende Vakken aan de Kunstacademie in Utrecht. Ze specialiseerde zich in de richtingen Autonome Vormgeving en Beeldhouwen. 
Als vormgeefster maakt ze sieraden, serviezen, verlichtingen. Haar vrije werk omvat binnen- als buitenbeelden als ook als installaties op locatie. Voor haar werk gebruikt ze diverse materialen als rubber, hout, keramiek, papier en rubber. 
Als docent werkte Louise Hessel aan meerdere scholen in Utrecht en Rotterdam. Vanaf 2017 is zij atelierbegeleider voor jongeren bij Feniks talent Utrecht. Tevens doet zij projecten voor buurten en scholen.

## Tunnelprojecten
In de filosofie van Hessel dienen haar werken in de openbare ruimte te passen bij de omgeving en bij de mensen die er wonen.
Door het aanbrengen van een huiselijkheid tracht zij anonieme plekken minder anoniem te maken. Voor opdrachten doet Hessel daartoe onderzoek naar het karakter van de omliggende buurt, naar de historie en naar het dagelijks leven. Door verbinding te zoeken met historische voorwerpen, sfeerbepalende gebouwen en verhalen uit de buurt tracht ze de menselijke maat in de wijk of buurt terug te brengen.
In 2006 startte ze in opdracht van ProRail Utrecht met het ontwerpen van drie onderdoorgangen in de gemeente Vleuten. Hessel werkte daartoe samen met een aantal bewoners en een architect. In 2009 werd dit project ‘Kunstwerken voor Kunstwerken’ uitgevoerd. In de jaren daarna volgden meerdere tunnelontwerpen. De tunnelwanden vertellen het verhaal van de plek. Om haar tunnels echt plaatsgebonden te maken, laat zij alles van de plek in het ontwerp samenkomen. Zo gaat zij op zoek naar gezichtsbepalende elementen in de omgeving en ingrijpende veranderingen. Voor de Marnixbrug in Utrecht werden bijvoorbeeld drie kleuren groene keramische tegels ontwikkeld door de Koninklijke Tichelaar Makkum om de natuurlijke omgeving van de Vecht en het historische karakter te benadrukken. Voor de omwonenden van de Spinozatunnel bleek het Merwedekanaal belangrijk door de binnenvaart, de woonboten en de industrie die het kanaal bracht. Voor de aankleding van de tunnelwanden werden tekeningen van Cisca de Ruiter gebruikt. De tunnel kent naast een waterkant en een landkant ook twee niveaus: onder water of erboven. Ook werd aandacht besteed aan de filosoof Benedictus de Spinoza.

## Werken in de openbare ruimte

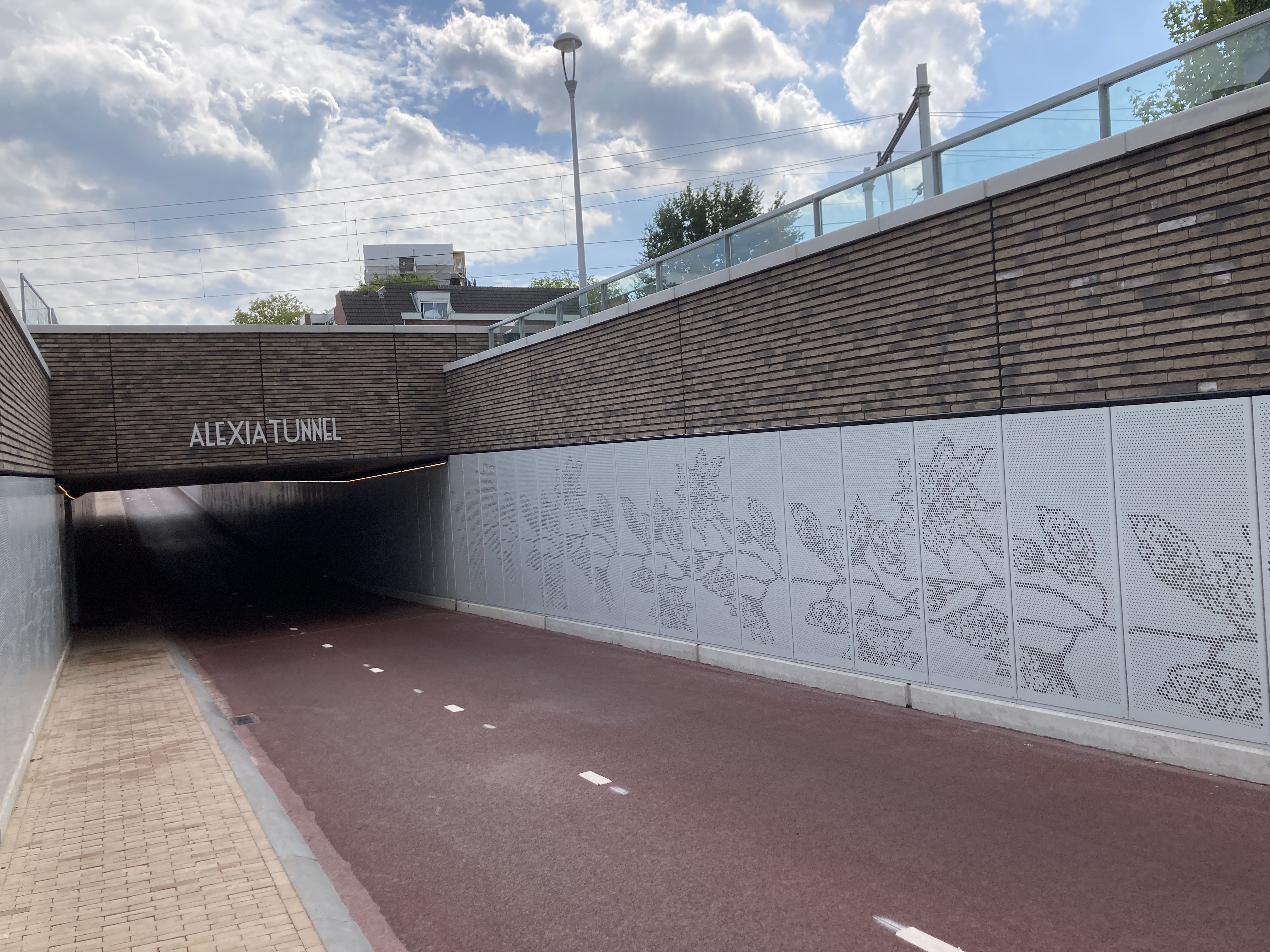
Alexiatunnel (2022)

- Alexiatunnel  Oosterengweg Hilversum (2022)[5]
- Onderdoorgang Marnixbrug Utrecht (2020)
- Spinozatunnel Utrecht (2015) fietsonderdoorgang bij de Spinozabrug.[6]
- Spoorverbreding Vleuten, Wilhelminalaan, Ridderhoflaan en de Oldenveltlaan (2019)
- Stationstunnel Woerden (2015)[7]
- Tunnel Ridderhoflaan Vleuten (2014)

## Projecten en opdrachten (selectie)
- Project Rijkdom van Nederland, Kracht van Migrantenvrouwen Utrecht (2010)
- Muziek in Beeld Leidsche Rijn (2004/2005)
- Buitenwand Jongerenvoorziening, Leidsche Rijn Utrecht (2003)

## Exposities (selectie)
- Artist in Resident Ar Toll, Duitsland (2016)
- Expositie Nederlandse Ambassade Luxemburg (2015)
- Museum Flehite, Amersfoort (2005)
- Kunst Kijkroute Stichting Open Stal, Oldeberkoop (2003)
- 75 Jaar Vrouwen Kiesrecht, Ministerie van Binnenlandse Zaken